# Michael Baers

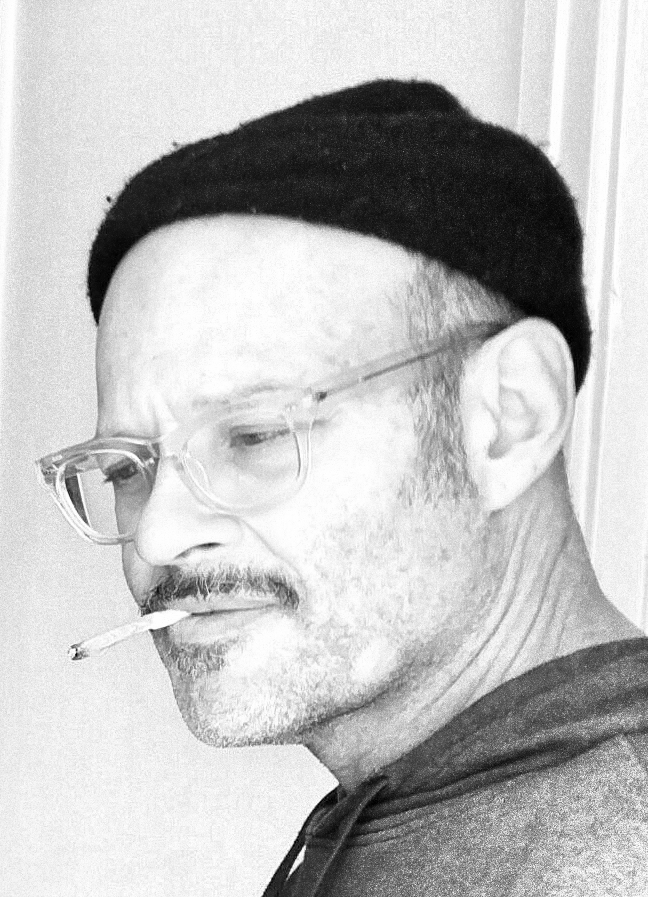
Michael Baers, 2023

Michael Baers (* 1968 in Los Angeles) ist ein in Berlin lebender Künstler und Schriftsteller, der für seine non-fiktionalen Comics, Zeichnungs- und Soundprojekte sowie seine schriftlichen Arbeiten bekannt ist.
Er hat Comics und Texte über zeitgenössische Kunst und künstlerische Forschung, Kulturpolitik und Urbanismus veröffentlicht und an einer Reihe von Publikationsprojekten und bei international anerkannten Zeitschriften wie A-Prior, dem e-flux journal und Vector – critical research in context mitgewirkt. Seine künstlerischen Arbeiten wurden in zahlreichen Institutionen ausgestellt, darunter im Van Abbemuseum, im Haus der Kulturen der Welt und im Museum Angewandte Kunst (MAK) Frankfurt am Main.

## Leben und Werk
Michael Baers wuchs auf Oahu (Hawaii) auf. Er besuchte das California Institute of the Arts (Atelierkunst und kritisches Schreiben) und das Whitney Independent Study Program, New York. 2014 wurde er an der Akademie der bildenden Künste Wien in der Abteilung für künstlerische Forschung promoviert.

## Stipendien
- 2006: Arbeitsstipendium des schwedischen Forschungsrates Vetenskapsrådet
  - Empfänger, Stipendium und Residenz, DIVA Danish International Visiting Artists Fellowship
- 2014: Stipendium und Residenz, IASPIS, Stockholm
- 2018/2019: Stipendiat, Künstlerhaus Büchsenhausen, Innsbruck
- 2021: Gaststipendiat, Leibniz-Zentrum Moderner Orient, Berlin

## Preise
- 2014: Preisträger, Zed Stipendium für künstlerische Forschung, Istanbul
- 2016: Preisträger, Forschungsförderung, Projektförderung, Neue Gesellschaft für Bildende Kunst, Berlin

## Ausstellungen
- 2009: Stille nach Lärm: Versionsnummer 2 (Einzelausstellung), Galeria Plan B, Berlin
- 2011:
  - 10th Sharjah Biennial (in the context of Decolonizing Architecture’s installation), Sharjah
  - 6th Momentum Biennial Moss, Norwegen
- 2013: Black or White (Gruppenausstellung) Van Abbemuseum, Eindhoven
- 2014:
  - Berlin Documentary Forum 3 (documentary biennial) Haus der Kulturen der Welt, Berlin
  - Words as Doors (Gruppenausstellung), Künstlerhaus Halle für Kunst & Medien, Graz
- 2015:
  - Drucken, Heften, Laden (Gruppenausstellung, Symposium) Neue Gesellschaft für Bildende Kunst, Berlin
  - Speech Acts (Gruppenausstellung) Forum Stadtpark (Teil von Steirischer Herbst), Graz
- 2016:

- Speech Acts (Performance-Veranstaltung), Mumok Kino, Museum Moderner Kunst Stiftung Ludwig, Wien
- Land ohne Land (Gruppenausstellung), Heidelberger Kunstverein
- ORDETS AKT: 250 Years of Swedish Press Freedom (Gruppenausstellung), Kulturhuset Stadsteatern Almedalen Week in Visby und Göteborger Buchmesse
- Unter Waffen. Fire and Forget 2 (Gruppenausstellung), Museum für Angewandte Kunst, Frankfurt am Main

- 2017: Parapolitics: Cultural Freedom and the Cold War (Gruppenausstellung), Haus der Kulturen der Welt, Berlin
- 2019:
  - Helicotrema Festival 2019 (Festival der Klangarbeiten), Palazzo Grassi und Teatrino di Palazzo Grassi, Venedig
  - “… and digging reveals unforeseen finds” – Reports from the Capitalocene (Gruppenausstellung), Tiroler Kunstpavillon, Innsbruck
- 2020: Invisibility Chronicles, Part One (Zwei-Personen-Ausstellung), Ausstellungsraum für zeitgenössische Kunst, Berlin
- 2021: The Ghost Ship and the Sea Change: Göteborg International Biennial for Contemporary Art (GIBCA)
- 2022:
  - Manifestiamo: Eine dreimonatige Konferenz (Gruppenausstellung, diskursive Veranstaltung), Villa Romana, Florenz
  - Verpasste Begegnungen aus dem Feld: Geschichten aus dem Notizbuch des Forschers (als Kurator/Konzeptualisierer in Zusammenarbeit mit akademischen Forschern des ZMO), Leibniz-Zentrum Moderner Orient, Berlin
- 2023: Das Territorium ist nicht die Landkarte (als Kurator), Salonul de Proiect, Bucharest

## Bücher
- 2014: The Outside of the Inside or the Inside of the Outside: The Making of An Oral History of Picasso in Palestine in the Context of Art’s Interdisciplinary Turn. Wien (Dissertation)
- 2022: Paper Desert: The Western Sahara Conflict. Cambridge Scholars, Newcastle upon Tyne.
- 2023: Image Storage Containers (mit Jeff Weber). Gevaert Editions, Brüssel.